# Chi Hươu vàng
Chi Hươu vàng hay Chi Hươu lợn, danh pháp khoa học: Hyelaphus, là một chi thuộc họ hươu nai ở vùng Nam Á và Đông Nam Á. Đây là những loài hươu nai có kích thước tương đối nhỏ và có màu nâu hay màu vàng đậm tổng thể. Ba loài trong loài này đều bị đe dọa và hai trong số những loài được giới hạn trong một vài hòn đảo nhỏ. Ban đầu được coi là một phân chi của Axis (hươu đốm, bằng chứng di truyền chỉ ra rằng chi Hyelaphus gần gũi hơn với chi Rusa hơn chi Axis. Do đó Hyelaphus được nâng lên cấp chi; như vậy hươu đốm là thành viên duy nhất của chi Axis. Tại Việt Nam, một phân loài của chúng là hươu vàng sinh sống ở Tây Nguyên trong những khu vực đầm lầy của các tỉnh Kon Tum, Đắk Lắk, Lâm Đồng, và Đồng Nai. Tổng số ở Việt Nam chỉ khoảng vài trăm con. Vì tình trạng nguy cơ diệt chủng, hươu vàng được liệt kê trong Sách đỏ Việt Nam.

## Các loài
- Hyelaphus porcinus: Hươu vàng, Hươu vàng Ấn Độ
- Hyelaphus annamiticus - Loài này không có dữ liệu khoa học, rất có thể đã tuyệt chủng[4]
- Hyelaphus calamianensis: Hươu đảo Calamian
- Hyelaphus kuhlii: Hươu đảo Bawean